# Elecciones municipales de Huaura de 2014
Las elecciones municipales de Huaura de 2014 se llevaron a cabo el 5 de octubre de 2014 para elegir al alcalde y al Concejo Provincial de Huaura. La elección se celebró simultáneamente con elecciones regionales y municipales (provinciales y distritales) en todo el Perú.

## Sistema electoral
La Municipalidad Provincial de Huaura es el órgano administrativo y de gobierno de la provincia de Huaura. Está compuesta por el alcalde y el Concejo Provincial.
La votación del alcalde y el concejo se realiza en base al sufragio universal, que comprende a todos los ciudadanos nacionales y no nacionales mayores de dieciocho años, empadronados y residentes en la provincia de Huaura y en pleno goce de sus derechos políticos.
El Concejo Provincial de Huaura está compuesto por 11 regidores elegidos por sufragio directo para un período de cuatro (4) años, en forma conjunta con la elección del alcalde (quien lo preside). La votación es por lista cerrada y bloqueada. Se asigna a la lista ganadora los escaños según el método d'Hondt o la mitad más uno, lo que más le favorezca.

## Composición del Concejo Provincial de Huaura
La siguiente tabla muestra la composición del Concejo Provincial de Huaura antes de las elecciones.
| Partidos | Partidos                                                                 | Regidores |
| -------- | ------------------------------------------------------------------------ | --------- |
|          | Alianza para el Progreso                                                 | 7         |
|          | Concertación para el Desarrollo Regional - Lima                          | 2         |
|          | Lista Independiente Militantes Organizados para el Desarrollo Provincial | 2         |

## Resultados

### Sumario general
|                                                                                                | Concertación para el Desarrollo Regional - Lima (CDR) | 25,942  | 22.35 | +0.50  | 7  | +5 |  |  |
|                                                                                                | Fuerza Popular (FP)1                                  | 20,007  | 17.24 | +11.79 | 1  | +1 |  |  |
|                                                                                                | Alianza para el Progreso (APP)                        | 19,449  | 16.76 | –5.47  | 1  | –6 |  |  |
|                                                                                                | Solidaridad Nacional (SN)                             | 12,634  | 10.89 | Nuevo  | 1  | +1 |  |  |
|                                                                                                | Patria Joven (PJ)                                     | 10,490  | 9.04  | +7.11  | 1  | +1 |  |  |
|                                                                                                | Fuerza Regional (FR)                                  | 9,847   | 8.48  | +5.55  | 0  | ±0 |  |  |
|                                                                                                | Siempre Unidos (SU)                                   | 3,419   | 2.95  | Nuevo  | 0  | ±0 |  |  |
|                                                                                                | Movimiento Regional Unidad Cívica Lima (UCL)          | 3,059   | 2.64  | Nuevo  | 0  | ±0 |  |  |
|                                                                                                | Movimiento Regional Justicia y Capacidad (JC)         | 2,273   | 1.96  | Nuevo  | 0  | ±0 |  |  |
|                                                                                                | Somos Perú (SP)                                       | 2,119   | 1.83  | n/a    | 0  | ±0 |  |  |
|                                                                                                | Frente Amplio (FA)                                    | 1,742   | 1.50  | Nuevo  | 0  | ±0 |  |  |
|                                                                                                | Colectivo Ciudadano Confianza Perú (C)                | 1,550   | 1.34  | –4.80  | 0  | ±0 |  |  |
|                                                                                                | Unión por el Perú (UPP)                               | 1,246   | 1.07  | –0.36  | 0  | ±0 |  |  |
|                                                                                                | Acción Popular (AP)                                   | 1,244   | 1.07  | n/a    | 0  | ±0 |  |  |
|                                                                                                | Partido Humanista Peruano (PHP)                       | 1,032   | 0.89  | +0.20  | 0  | ±0 |  |  |
|                                                                                                |                                                       |         |       |        |    |    |  |  |
| Total                                                                                          | Total                                                 | 116,053 |       |        | 11 | ±0 |  |  |
|                                                                                                |                                                       |         |       |        |    |    |  |  |
| Votos válidos                                                                                  | Votos válidos                                         | 116,053 | 86.35 | +4.41  |    |    |  |  |
| Votos en blanco                                                                                | Votos en blanco                                       | 7,829   | 5.83  | –3.76  |    |    |  |  |
| Votos nulos                                                                                    | Votos nulos                                           | 10,515  | 7.82  | –0.64  |    |    |  |  |
| Votos emitidos                                                                                 | Votos emitidos                                        | 134,397 | 86.48 | –1.82  |    |    |  |  |
| Abstenciones                                                                                   | Abstenciones                                          | 21,019  | 13.52 | +1.82  |    |    |  |  |
| Votantes registrados                                                                           | Votantes registrados                                  | 155,416 |       |        |    |    |  |  |
|                                                                                                |                                                       |         |       |        |    |    |  |  |
| Fuente:                                                                                        |                                                       |         |       |        |    |    |  |  |
| Notas al pie: 1 Comparado con los resultados de Fuerza 2011 (F2011) en las elecciones de 2010. |                                                       |         |       |        |    |    |  |  |
| Notas al pie:                                                                                  |                                                       |         |       |        |    |    |  |  |
| 1 Comparado con los resultados de Fuerza 2011 (F2011) en las elecciones de 2010.               |                                                       |         |       |        |    |    |  |  |

## Elecciones municipales distritales

### Resultados por distrito
La siguiente tabla enumera el control de los distritos de la provincia de Huaura. El cambio de mando de una organización política se resalta del color de ese partido.
| Distrito          | Alcalde(sa) titular      | Partido político | Partido político                | Alcalde(sa) electo(a)       | Partido político | Partido político                |
| ----------------- | ------------------------ | ---------------- | ------------------------------- | --------------------------- | ---------------- | ------------------------------- |
| Ámbar             | Lucio Alor Garay         |                  | Concertación para el Desarrollo | Lizardo Alor Solórzano      |                  | Patria Joven                    |
| Caleta de Carquín | Mirtha Bazalar López     |                  | PADIN                           | Janssen Guerrero Peralta    |                  | Alianza para el Progreso        |
| Checras           | Héctor Pizarro Medina    |                  | Partido Aprista Peruano         | Héctor Pizarro Medina       |                  | Patria Joven                    |
| Hualmay           | Crispulo Jara Salazar    |                  | Concertación para el Desarrollo | Crispulo Jara Salazar       |                  | Concertación para el Desarrollo |
| Huaura            | Jacinto Romero Trujillo  |                  | Concertación para el Desarrollo | Justiniano Valencia Pantoja |                  | Alianza para el Progreso        |
| Leoncio Prado     | Máximo Carmín Barreto    |                  | Militantes Organizados          | Valentín Torres Pacheco     |                  | Concertación para el Desarrollo |
| Paccho            | Dionicio Mejía Simbrón   |                  | Alianza para el Progreso        | Jaime Granados Mejía        |                  | Concertación para el Desarrollo |
| Santa Leonor      | Héctor Torres de la Cruz |                  | Alianza para el Progreso        | César Valladares Salas      |                  | Fuerza Popular                  |
| Santa María       | Juan García Romero       |                  | Confianza Perú                  | José Reyes Silva            |                  | Fuerza Regional                 |
| Sayán             | Félix Esteban Aquino     |                  | Partido Aprista Peruano         | Félix Esteban Aquino        |                  | Fuerza Popular                  |
| Végueta           | José Li Nonato           |                  | Perú Posible                    | Alejandro Alor Portilla     |                  | Alianza para el Progreso        |